# 小林珠維
小林 珠維（こばやし じゅい、2001年5月7日 - ）は、北海道帯広市出身のプロ野球選手（内野手・投手）。右投右打。オイシックス新潟アルビレックス・ベースボール・クラブ所属。

## 経歴

### プロ入り前
浦河堺町小学校1年の時から野球を始め、冬場はスピードスケートの練習をして、足腰を強化していた。中学校時代は新琴似リトルシニアに所属し、中学卒業後は東海大札幌高に進学する。高校時代は甲子園出場経験はなし。高校では投手と内野手（主に一塁手）を兼任していた。
2019年10月17日に行われたドラフト会議では、福岡ソフトバンクホークスから内野手として4位指名を受け、11月16日に札幌市内にて入団交渉を行い、契約金4000万円、年俸460万円（金額は推定）で契約合意に達し、12月5日に福岡市内のホテルで入団発表会見が行われた。背番号は69。

### プロ入り後
2020年は、二軍公式戦（ウエスタン・リーグ）で2試合に出場して1打数0安打、三軍戦では36試合に出場し、打率.225、9打点を記録した。
2021年は、二軍公式戦58試合に出場し、打率.239、2本塁打、11打点を記録した。
2022年は、二軍公式戦38試合の出場で、打率.160、0本塁打、9打点と結果を残せず、10月22日に戦力外通告を受けた。その後、11月14日に育成選手として再契約した。背番号は157。また、翌年から主に投手としてプレーし（登録は内野手のまま）、投手と内野手の二刀流に挑戦することを明かした。
2023年、二軍公式戦には出場は無く、三軍・四軍戦では投手として36試合に登板し、51回2/3を投げ、1勝3敗2セーブ、防御率3.31。打者として91試合に出場し、打率.260、6本塁打、11盗塁、27打点の成績を残す。10月28日に行われたみやざきフェニックス・リーグ、対読売ジャイアンツ戦では、二軍戦に初登板し1回を無失点で抑える。オフシーズンの自主トレでは、翌年以降投手に専念することを明かした。
2024年からは、守備位置の登録が内野手から投手へ正式に変更された。二軍公式戦では2登板で防御率6点台となり、10月28日に戦力外通告を受けた。12月10日にはオイシックス新潟アルビレックスベースボールクラブへの入団が決まった。

## 選手としての特徴
投手としては最速 150 km/h を記録し、野手としては高校通算30本塁打を記録。遠投は 120 m を記録し、背筋力は 210 kg もあり、50 m のタイムは5秒9と高い身体能力を持つ。野手としては右の長距離砲になりうる素材と評価が高い。成長すれば周東佑京の足と、柳田悠岐の長打力を備えうるというスカウト評もある。

## 詳細情報

### 年度別投手成績
- 一軍公式戦出場なし

### 背番号
- 69（2020年 - 2022年）
- 157（2023年 - 2024年）
- 31（2025年 - ）

### 登場曲
- 「君に捧げる応援歌」HIPPY（2020年）
- 「炎天夏」湘南乃風（2020年）
- 「We are the one」DOBERMAN INFINITY（2021年）
- 「In My Life」SALU（2021年）
- 「終わりなき旅」Mr.children（2023年）